# Persona 5 Strikers
Persona 5 Strikers (ou Persona 5 Scramble: The Phantom Strikers au Japon) est un jeu vidéo de rôle de genre musô développé par Omega Force et P-Studio (équipe de développement de Atlus dédiée à la licence Persona) et édité par Atlus et Koei Tecmo sur Microsoft Windows, PlayStation 4 et Nintendo Switch. Il est sorti au Japon le 20 février 2020 et en Corée du Sud le 18 juin 2020, avec une sortie mondiale le 23 février 2021.
Il est un spin-off de Persona 5 sorti sur PlayStation 3 et PlayStation 4 en 2016. Le jeu se déroule six mois après les événements de Persona 5. Il suit l'aventure de Joker et des Voleurs Fantômes de Cœurs alors qu'ils investiguent une série d'événements mystérieux concernant différentes personnes à travers le Japon.

## Trame
Joker et Morgana reviennent à Tokyo et retrouvent les autres Voleurs Fantômes chez Sojiro Sakura. Ensemble, ils décident de planifier leurs vacances d'été. Pour ce faire, ils utilisent l'application nommée EMMA. Plus tard, à la suite des évènements qui se produisent dans Shibuya, Joker, Ryuji et Morgana vont se retrouver propulsés dans le métavers et jeté dans une prison tenue par une idole qui visiblement a des désirs pervertis. Les Voleurs Fantômes reprennent du service !

## Personnages

### Les Voleurs Fantômes
- Joker : le protagoniste principal
- Ryuji Sakamoto (Skull)
- Morgana (Mona)
- Ann Takamaki (Panther)
- Yusuke Kitagawa (Fox)
- Makoto Nijima (Queen)
- Futaba Sakura (Oracle)
- Haru Okimura (Noir)
- Sophia (Sophie) : seul personnage inédit dans l'équipe, Sophia est plus humanoïde qu'humaine. En fait, c'est une intelligence artificielle qui vit dans le métavers. Elle est découverte par Joker et ses amis dans un cube. Très utile en combat, Sophia n'hésitera pas à aider les autres Voleurs Fantômes à affronter les Ombres. Bien que vivant dans le Métavers, elle peut dialoguer avec Joker et ses amis par l'intermédiaire de l'application EMMA qui remplace le navigateur de Métavers.
- Zenkichi (Wolf) : au départ un personnage cherchant à aider les Voleurs Fantômes, il basculera en tant que personnage jouable durant l'aventure. Ancien Policier, il fut mis à l'écart à la suite de la mort de sa femme et travaille dans la sécurité publique, obligé de devoir se servir des protagonistes avant de se retourner contre son ancien système.

## Système de jeu
Si dans la forme, à l'instar de Persona 5, le jeu est un visual novel couplé d'une simulation de vie et mener sa vie de voleur fantôme en dérobant un objet représentant les désirs pervertis d'une personne, c'est dans le fond, à savoir le gameplay, que le jeu évolue. En effet, Omega Force oblige (Dynasty Warriors), Persona 5 Strikers est un musô à la sauce Persona. Joker et jusqu'à trois de ses compères (choisis par le joueur) évoluent dans les prisons (le nouveau nom donné aux donjons après les palais de Persona 5) et les combats se déroulent en temps réel, à la manière d'un Dynasty Warriors.